# تياغو فراغا
تياغو فراغا هو لاعب كرة قدم برازيلي في مركز الوسط، ولد في 2 مارس 1981 في أنابوليس في البرازيل. لعب مع باوليستا ونادي باس همدان ونادي برسبوليس ونادي غوياس ونادي فيغورينسي ونافال.